# Kamieńczyk (województwo kujawsko-pomorskie)
Kamieńczyk – wieś w Polsce położona w województwie kujawsko-pomorskim, w powiecie radziejowskim, w gminie Topólka.

## Podział administracyjny
W latach 1975–1998 miejscowość administracyjnie należała do województwa włocławskiego. Wieś sołecka – zobacz jednostki pomocnicze gminy Topólka w BIP.

## Demografia
Według Narodowego Spisu Powszechnego (III 2011 r.) liczyła 78 mieszkańców. Jest 26. co do wielkości miejscowością gminy Topólka.

## Historia
W XIX wieku historia Kamieńczyka związana jest po części z Kamieńcem, wchodzi bowiem w skład folwarku Kamieniec składającego się z dezerty Kamieńczyk, osady młynarskiej Olszak, oraz wsi Kamieniec i Kamieńczyk.